# André Souris
André Souris (ur. 10 lipca 1899 w Marchienne-au-Pont, zm. 12 lutego 1970 w Paryżu) – belgijski kompozytor, dyrygent i muzykolog.

## Życiorys
W latach 1911–1918 studiował w konserwatorium w Brukseli u Martina Lunssensa (harmonia), Ernesta Clossona (historia muzyki) i Léona Du Bois (kontrapunkt). Uczył się też prywatnie kompozycji u Paula Gilsona. W latach 30. odbył także prywatny kurs dyrygentury u Hermanna Scherchena.
Od 1925 roku wykładał harmonię w konserwatorium w Charleroi. W 1927 roku otrzymał nagrodę im. Rubensa, która umożliwiła mu wyjazd do Włoch, Austrii i Francji. W latach 1937–1946 dyrygował orkiestrą radia belgijskiego. Od 1949 do 1964 roku był wykładowcą harmonii w konserwatorium w Brukseli. W latach 1946–1958 stał na czele belgijskiej sekcji Międzynarodowego Towarzystwa Muzyki Współczesnej. W 1947 założył kwartalnik Poliphonie, który ukazywał się do 1954. Współpracował wraz z René Vannesem przy tworzeniu Dictionnaire des musiciens (compositeurs). Był redaktorem wydań dzieł różnych kompozytorów, w tym tabulatur na lutnię.

## Twórczość
We wczesnym okresie swojej twórczości nawiązywał do dorobku Claude’a Debussy’ego, później uległ wpływom międzywojennej awangardy francuskiej, szczególnie grupy Les Six. W 1925 roku związał się z surrealistyczną grupą Correspondance, skupioną wokół poety Paula Nougé. Pisał muzykę do jego poezji. Był autorem rozpraw atakujących akademizm w muzyce. Z powodu dyrygowania orkiestrą podczas oficjalnych wydarzeń został wykluczony z grona surrealistów w 1936 roku. W latach 40. pod wpływem René Leibowitza zainteresował się serializmem, jednak porzucił tę technikę po napisaniu zaledwie jednego utworu.
Był autorem prac Bribes (1950), Le Complexe d’Orphée (1956) i wydanej pośmiertnie, napisanej wspólnie z René Magrittem, Entre musique et peinture (1972).

## Ważniejsze kompozycje
(na podstawie materiałów źródłowych)

### Utwory orkiestrowe
- Soliloque na skrzypce i perkusję (1923)
- Scherzo (1923)
- collage na orkiestrę Musique (1928)
- Rêverie (1931)
- Danseries de la renaissance (1932)
- Canzone (1932)
- Hommage à Babeuf na orkiestrę dętą i perkusję (1934)
- Fanfare et scherzo na instrumenty dęte i perkusję (1937)
- Burlesque (1938)
- Symphonies (1939)
- Suite de danseries No. 2 na orkiestrę dętą (1943)
- Danses mosanes (1943)
- 4 Fantasies na smyczki (1960)
- Ouverture pour une arlequinade (1962)
- 7 pièces d’après Isaac (1963)

### Utwory kameralne
- Fantasque na 4 instrumenty (1916)
- Fugue na kwartet smyczkowy (1917)
- 2 petits poèmes na skrzypce i fortepian (1917)
- Hymne à l’automne na skrzypce i fortepian (1919)
- Bagatelle na skrzypce i fortepian (1923)
- Berceuse na skrzypce i fortepian (1924)
- Choral, marche et galop na 2 trąbki i 2 puzony (1925)
- Burlesque na trąbkę i fortepian (1931)
- Fatrasie na skrzypce i harfę lub fortepian (1934)
- Rengaines na kwintet dęty (1937)
- Suite de danseries No. 3 na 2 trąbki, róg i puzon (1944)
- suita Concert flamand na kwartet dęty (1965)
- 3 pièces anciennes na skrzypce i altówkę (1965)

### Utwory fortepianowe
- Improvisation (1917)
- Sonatine (1920)
- Echos de Spa (1934)

### Utwory wokalno-instrumentalne
- 3 poèmes japonais na sopran, kwartet smyczkowy i fortepian (1916)
- Avertissement na 3 lub 5 głosów recytujących i perkusję (1925)
- Quelques airs de Clarisse Juranville na mezzosopran i 8 instrumentów lub kwintet fortepianowy (1928)
- Alleluia na głos i 8 instrumentów (1928)
- Pastorales wallones na kwartet wokalny i małą orkiestrę (1942)
- Comptines pour enfants sinistres na sopran, mezzosopran, skrzypce, klarnet i fortepian (1942)
- 8 chansons enfantines na głos i orkiestrę (1943)
- La légende de St. Nicolas na głos, czelestę i orkiestrę (1943)
- kantata Le marchand d’images na głos solowy, chór i orkiestrę (3 wersje: 1944, 1954, 1965)
- L’autre voix na sopran, flet, klarnet, altówkę, wiolonczelę i fortepian (1948)
- 5 laude na sopran, alt, tenora, bas i chór (1961)
- Motet na 6 głosów solowych i orkiestrę (1961)
- Triptyque na skrzypce, głos recytujący, głos solowy, organy i perkusję (1963)